# Neivamyrmex moseri
Neivamyrmex moseri é uma espécie de formiga do gênero Neivamyrmex.